# فرناندو روجاس
فرناندو روجاس (بالإسبانية: Fernando Rojas)‏ هو ملحن وعازف بيانو كولومبي، ولد في 4 سبتمبر 1968 في كولومبيا.